# Jan Boerman
Jan Boerman (Den Haag, 30 juni 1923 – Den Haag, 25 oktober 2020) was een Nederlands componist en pianist. Hij was pionier op het gebied van elektronische muziek. 

## Loopbaan
Boerman studeerde muziek aan het Koninklijk Conservatorium in Den Haag bij Léon Orthel (piano) en Hendrik  Andriessen (compositie). Hij richtte zich aanvankelijk op pianomuziek, maar stapte over naar elektronische muziek omdat dit vakgebied nog nieuw was en er veel mee te experimenteren viel. Sinds 1959 bouwde hij een groot repertoire op van elektronische muziek, dat in zijn geheel op tape werd vastgelegd. Hij werkte vanaf dat jaar aan de Technische Universiteit Delft in de eerste elektronische muziekstudio van Nederland en later ook in die van de Rijksuniversiteit Utrecht. Samen met Dick Raaijmakers richtte hij in 1963 de elektronische studio van het Koninklijk Conservatorium in. Van 1974 tot aan zijn pensionering in 1988 was hij docent elektronische compositie en bijvak piano aan het Koninklijk Conservatorium.
Alchemie 1961 was het eerste werk waarmee Boerman bekend werd. Het vormde in 1965 de basis van Monument voor een gestorven jongen voor het ballet van Rudi van Dantzig. Andere belangrijke werken zijn De Zee I uit 1965, Kompositie 1972 en het bekroonde Vocalise 1994. Door toenemende doofheid componeerde Boerman na 1997 niet meer. Ruïne was zijn laatste werk.
Boerman overleed in 2020 op 97-jarige leeftijd.

## Prijzen
- 1982 Matthijs Vermeulenprijs voor zijn gehele oeuvre
- 1997 Willem Pijperprijs voor zijn compositie Vocalise
- 1999 Edison voor de cd-box The Complete Tapemusic of Jan Boerman

## Composities
- [z.j.] Adagio voor orkest
- [z.j.] Scherzo voor orkest
- [z.j.] Symfonisch rondo voor orkest
- [z.j.] Muziek tegen 2 dansers, balletmusic for piano
- 1950 4 Stukken voor piano (Four Pieces for Piano)
- 1955 Kleine toccata for piano
- 1956 Prelude, Rondo, Fantasia, Finale, for 2 piano's
- 1959 Musique concrète, electronic music
- 1960 Alliage, electronic music
- 1960 Rhinoceros (tekst Eugène Ionesco), electronic theatermusic
- 1961 Etude sonore, electronic music
- 1961 Alchemie 1961, electronic music
- 1963 Illusie, balletmusic
- 1964 Een groot dood dier (tekst Bert Schierbeek), electronic theatermusic
- 1964 De bouwers van het rijk (tekst Boris Vian), electronic theatermusic
- 1965 Monument voor een gestorven jongen, electronic balletmusic
- 1965 De zee I, electronic music
- 1966 De zee II, electronic music
- 1968 Zonnesteen (tekst Octavio Paz), for speaking voice and electronic music
- 1970 The ropes of time, electronic balletmusic
- 1970 Negen varianten, electronic music
- 1970 Kompositie voor twee piano's, for two piano's
- 1972 Kompositie 1972, electronic music
- 1974 Kompositie 1974, electronic music
- 1976 Vocalise-voorstudie, electronic music
- 1979 Kompositie 1979, electronic music
- 1980 3 Stukken voor 2 piano's
- 1981 Weerstand, music for el. guitar and tapes
- 1983 Ontketening I, for 3 aluminium plates and tapes
- 1984 Ontketening II, for percussion, electronics and tape
- 1988 Maasproject, for brass, Fairlight computer-synthesizer and 16 track tape
- 1988 Vlechtwerk, electronic music
- 1989 Kompositie 1989 (het evenwicht), electronic music
- 1989 Die Vögel, for choir, brass quartet and 2 tapes
- 1990 Voor de Fabriek, electronic music
- 1991 Tellurisch, electronic music
- 1991 Muziek voor slagwerk en orkest, for percussion and orchestra
- 1992 Cortège, for 2 pianos
- 1993 Scherzo, for 2 pianos
- 1993 Vocalise, electronic music
- 1994 Vocalise 1994, electronic music*
- 1994 Fuga, for 2 piano's
- 1994 Maasproject (Klank-Kleur-Beweging), electronic music
- 1994 Kringloop I-II-III, electronic music
- 1995 Muziek voor het Maasproject I-II, electronic music
- 1995 Kringloop I-II, electronic music
- 1996 Introductie en fuga, for 2 piano's
- 1997 Ruïne, electronic music